# X (US-amerikanische Band)
X ist eine US-amerikanische Punkband, die 1977 in Los Angeles gegründet wurde.

## Geschichte
X wurde 1977 in Los Angeles von Exene Cervenka (eigentlich Christine Cervenka) (Gesang), John Doe (eigentlich John Nommensen Duchac) (Bass, Gesang), Billy Zoom (eigentlich Tyson Kindell) (Gitarre) und D.J. Bonebrake (Schlagzeug) gegründet. Der Keyboarder der Doors, Ray Manzarek, entdeckte sie und produzierte 1980 ihr Debütalbum Los Angeles, welches ein kleiner Hit in der kalifornischen Musikszene wurde. Ebenfalls gut aufgenommen wurde das Nachfolgealbum Wild Gift (1981), es wurde vom Rolling-Stone-Magazin zum Album des Jahres erklärt. Im selben Jahr war die Band im Dokumentarfilm The Decline of Western Civilization zu sehen. Ihre ersten Alben, die auf dem Independent-Label Slash Records herausgebracht wurden, hatten einen sehr treibenden Rock-and-Roll-Sound, der an Rockabilly erinnerte.
1982 unterzeichneten X beim Major Elektra einen Plattenvertrag, um Under The Big Black Sun zu veröffentlichen. Der Sound der Band hatte sich nun etwas in Richtung Country verändert, war aber nach wie vor laut und schnell. Cervenka und Doe, die mittlerweile verheiratet waren, machten nun auch Karriere in anderen Bereichen. Exene Cervenka trat als Schriftstellerin (u. a. mit Lydia Lunch) und mit Spoken-Word-Darbietungen in Erscheinung; John Doe war als Schauspieler in Filmen wie Great Balls Of Fire zu sehen. 1983 erschien das Album More Fun In The New World, welches einen radiotauglicheren Sound hatte.
1985 nahm X ohne Billy Zoom, dafür mit den befreundeten Gitarristen Dave Alvin und Bassisten Johnny Ray Bartel, als The Knitters das Country- und Folk-Album Poor Little Critter In The Road auf. 1986 erschien Ain't Love Grand, welches wieder einen härteren Sound als die Vorgängeralben hatte. Nach den Aufnahmen stieg Billy Zoom aus der Band aus und wurde erst durch Dave Alvin und wenig später durch Tony Gilkyson ersetzt. Im gleichen Jahr erschien zudem ein Dokumentarfilm über X, genannt The Unheard Music.
In dieser Besetzung nahm die Band noch ein Album und ein Livealbum auf, legte aber nach einer Tournee 1989 eine Pause ein. In dieser Zeit wurde die Ehe von Cervenka und Doe geschieden und beide veröffentlichten Soloalben. Bei Dreharbeiten lernte Cervenka 1987 Viggo Mortensen kennen; die beiden waren danach 11 Jahre verheiratet und haben aus dieser Ehe einen Sohn, Henry Blake Mortensen. Doe verlegte sich in seiner Soloarbeit mehr auf Country-Musik und hatte neben Beastie Boy Adam Horovitz eine Rolle in dem Independent-Film Roadside Prophets und trat u. a. in der Serie Roswell auf.
1993 fand sich die Band in Originalbesetzung wieder für Aufnahmen zusammen und veröffentlichte das Album Hey Zeus!, welches allerdings keinen großen Eindruck in der Musikpresse hinterließ. Sporadisch geben X Konzerte und haben mehrere Livealben herausgebracht, darunter 2005 Live In Los Angeles, eine Aufnahme eines Jubiläumskonzertes aus Anlass des 25. Geburtstag ihres Debütalbums Los Angeles.
Im April 2020 veröffentlichte X mit Alphabetland nach 27 Jahren ein weiteres Studioalbum.

## Trivia
- Schlagzeuger D.J. Bonebrake ist ein entfernter Verwandter des Rockmusikers Dave Grohl.[1]
- Der Song Los Angeles aus dem gleichnamigen Album ist Teil des Soundtracks zum Videospiel Grand Theft Auto V (2013) und ist im Spiel auf dem Radiosender Channel-X zu hören.

## Diskografie

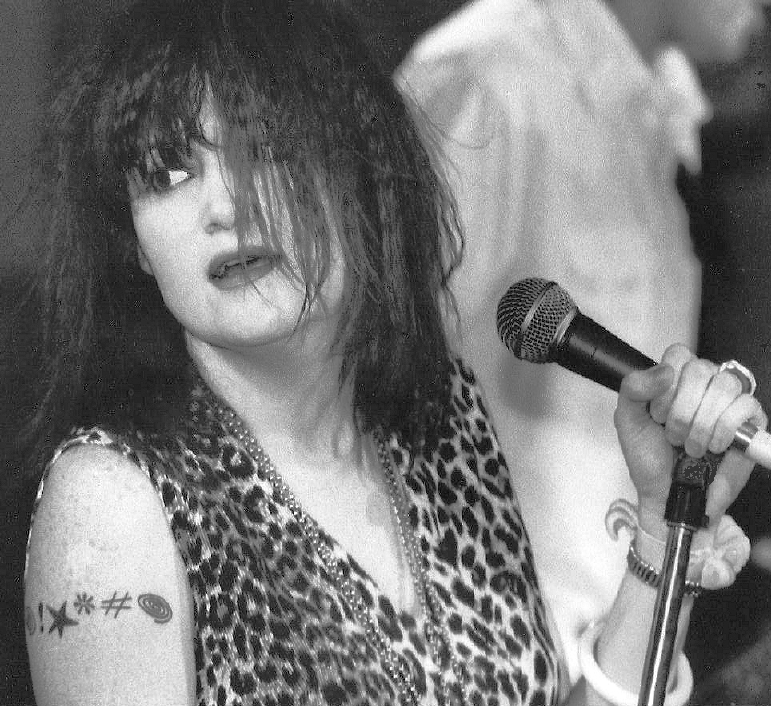
Exene Cervenka

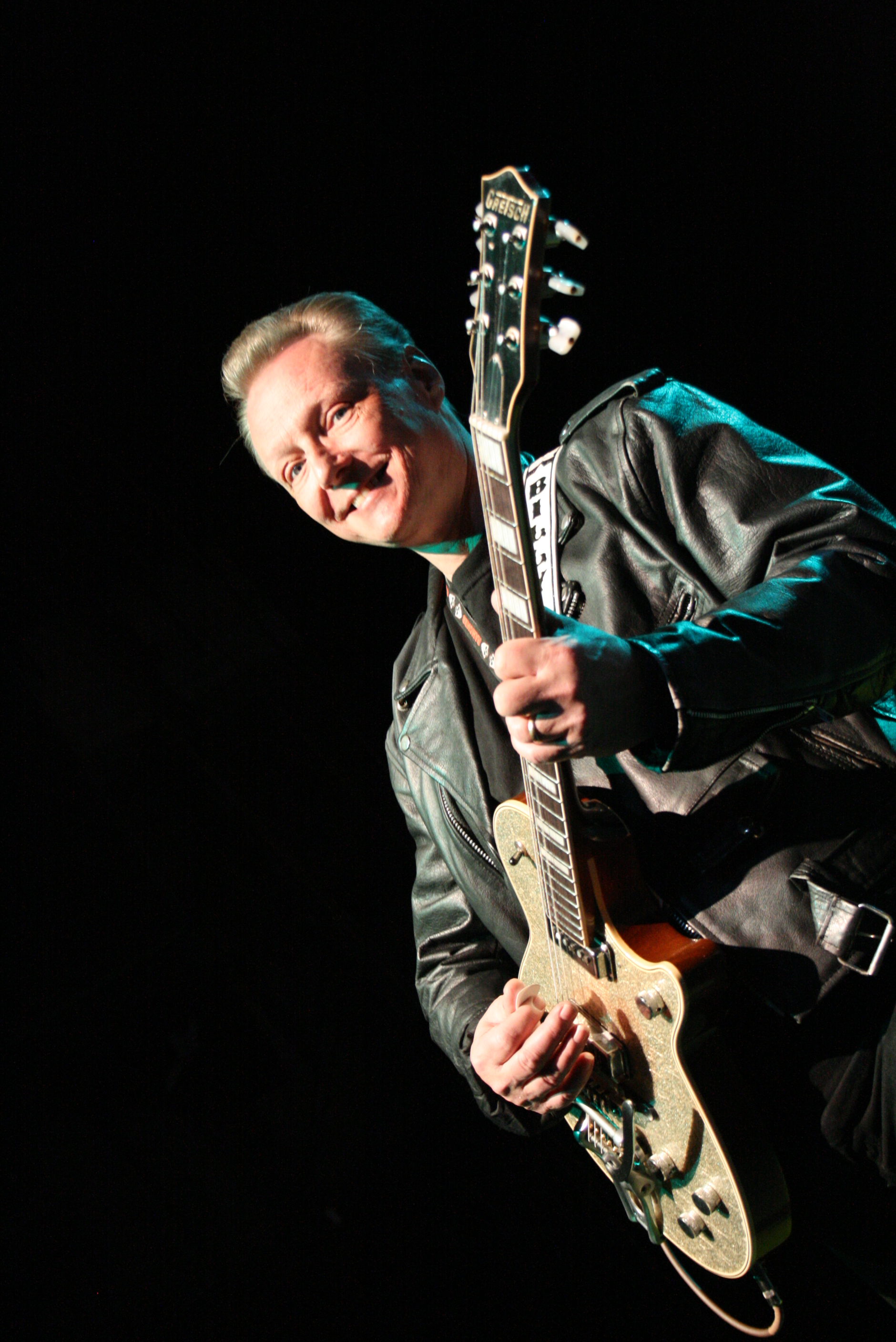
Billy Zoom

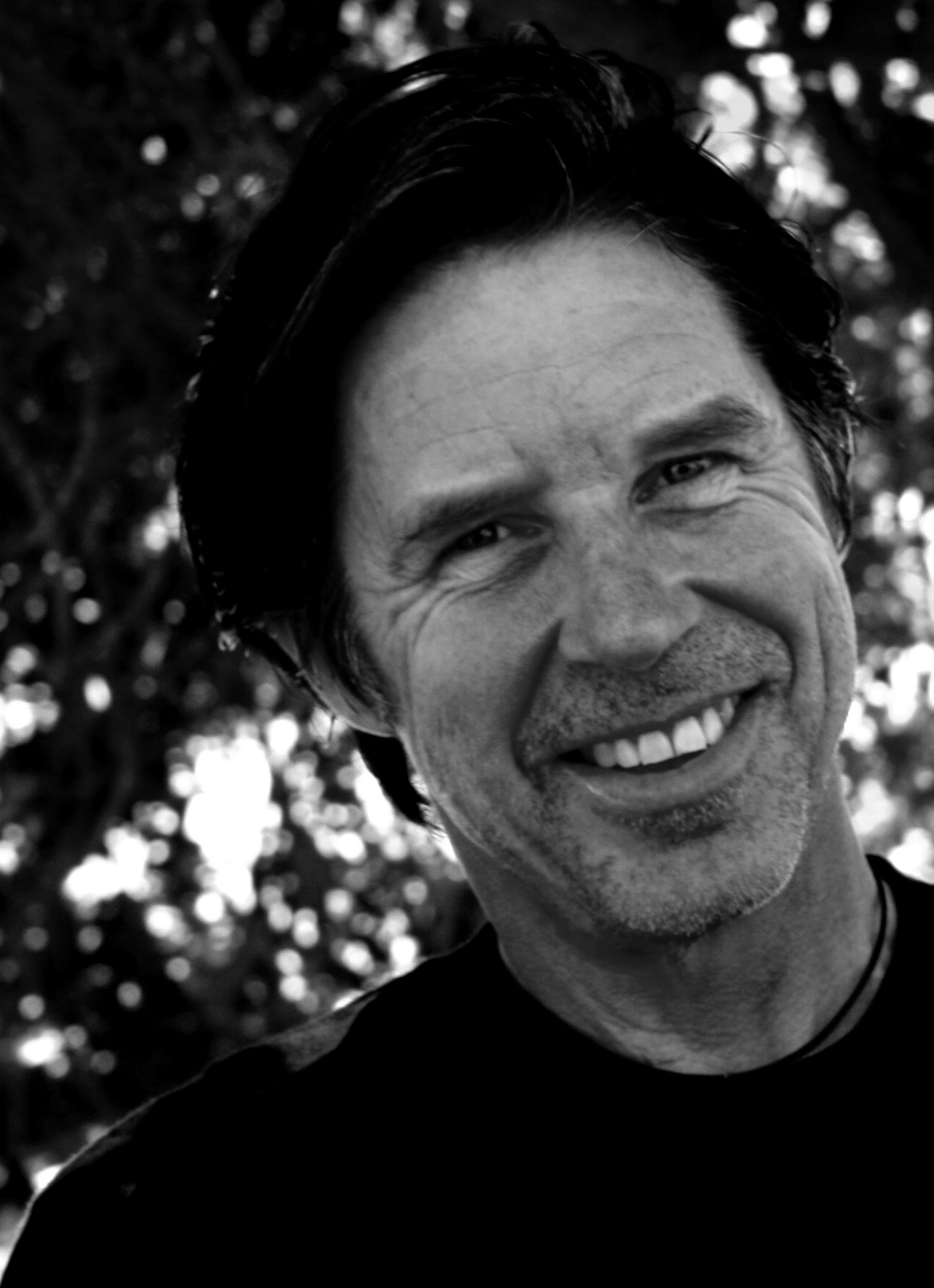
John Nommensen Duchac

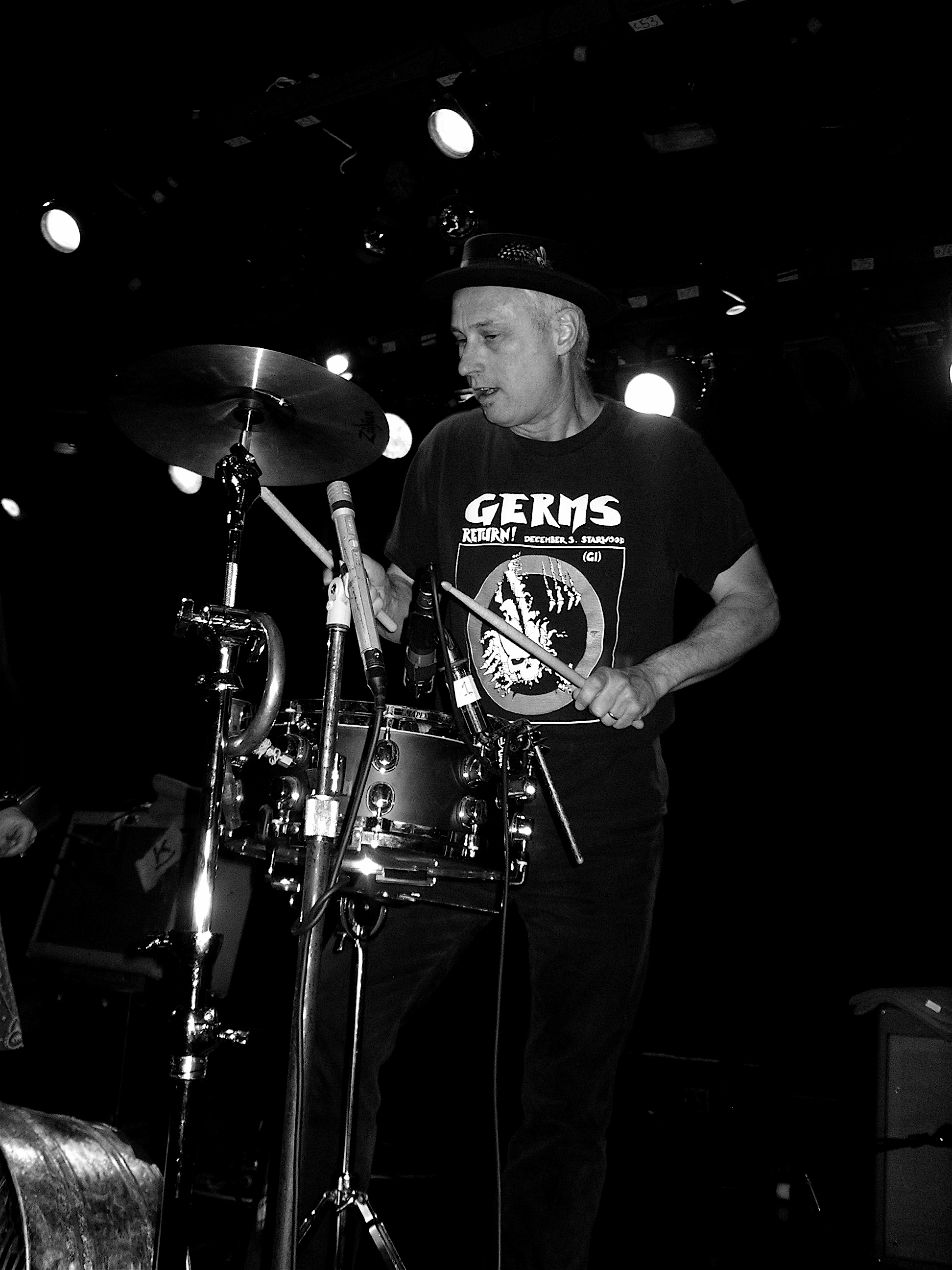
D. J. Bonebrake

### Alben
Studioalben
- 1980: Los Angeles
- 1981: Wild Gift
- 1982: Under the Big Black Sun
- 1983: More Fun in the New World
- 1985: Ain’t Love Grand
- 1987: See How We Are
- 1993: Hey Zeus
- 2020: Alphabetland

Extended Plays
- 2009: Merry Xmas from X

Live-Alben
- 1988: Live at the Whiskey a Go-Go on the Fabulous Sunset Strip
- 1995: Uncloggled
- 2000: Live at the Stagedoor Tavern
- 2001: Live at the Civic 1979
- 2005: Live in Los Angeles

Kompilationen
- 1997: Beyond & Back: The X Anthology
- 2004: The Best: Make the Music Go Bang!

### Singles
- 1978: Adult Books / We’re Desperate
- 1981: White Girl / Your Phone’s Off The Hook
- 1982: Blue Spark / Dancing With Tears In My Eyes
- 1983: Breathless / Riding With Mary
- 1984: The New World / I Must Not Think Bad Thoughts
- 1984: Wild Thing / True Love (Part 2)
- 1984: Wild Thing / Devil Doll
- 1985: Burning House of Love / Love Shack
- 1987: 4th of July / Positively 4th Street
- 1989: Wild Thing
- 1993: Country at War / You Wouldn’t Tell Me

## Filmografie
- 1981: The Decline of Western Civilization
- 1986: X: The Unheard Music
- 2005: Live in Los Angeles